# Chapter V (Trey Songz)
Chapter V è il quinto album discografico in studio del cantante R&B statunitense Trey Songz, pubblicato nell'agosto 2012.

## Il disco
Chapter V musicalmente ha aperture più pop rispetto a qualsiasi altro lavoro dell'artista, mantenendo comunque una prevalenza R&B nei brani, con un'essenza meno soulful rispetto ai precedenti lavori Ready e Passion, Pain & Pleasure.

## Tracce
1. Chapter V (Intro) – 1:54
2. Dive In – 4:12
3. Panty Wetter – 3:50
4. Heart Attack – 3:53
5. Playin' Hard – 3:54
6. 2 Reasons (feat. T.I.) – 3:17
7. Hail Mary (feat. Young Jeezy & Lil Wayne) – 3:55
8. Don't Be Scared (feat. Rick Ross) – 3:46
9. Pretty Girl's Lie – 3:47
10. Bad Decisions – 4:33
11. Forever Yours – 4:14
12. Inside Interlude – 1:41
13. Fumble – 3:57
14. Without a Woman – 4:04
15. Interlude4U – 1:37
16. Simply Amazing – 3:59
17. Never Again – 3:49
18. Check Me Out (feat. Meek Mill & Diddy) – 4:59
19. Chapter V (Outro) – 5:31

## Classifiche
| Classifica (2011)         | Posizione raggiunta |
| ------------------------- | ------------------- |
| Stati Uniti Billboard 200 | 1                   |